# ژوراسیک
| سامانه  | ردیف  | اشکوب      | میلیون سال  |
| ------- | ----- | ---------- | ----------- |
| کرتاسه  | پیشین | بریاسین    | → پیش از آن |
| ژوراسیک | پسین  | تیتونین    | ۱۴۵٫۰–۱۵۲٫۱ |
| ژوراسیک | پسین  | کیمریجین   | ۱۵۲٫۱–۱۵۷٫۳ |
| ژوراسیک | پسین  | آکسفوردین  | ۱۵۷٫۳–۱۶۳٫۵ |
| ژوراسیک | میانه | کالووین    | ۱۶۳٫۵–۱۶۶٫۱ |
| ژوراسیک | میانه | باتونین    | ۱۶۶٫۱–۱۶۸٫۳ |
| ژوراسیک | میانه | باجوسین    | ۱۶۸٫۳–۱۷۰٫۳ |
| ژوراسیک | میانه | آلنین      | ۱۷۰٫۳–۱۷۴٫۱ |
| ژوراسیک | پیشین | توآرسین    | ۱۷۴٫۱–۱۸۲٫۷ |
| ژوراسیک | پیشین | پلینسباخین | ۱۸۲٫۷–۱۹۰٫۸ |
| ژوراسیک | پیشین | سینمورین   | ۱۹۰٫۸–۱۹۹٫۳ |
| ژوراسیک | پیشین | هتانجین    | ۱۹۹٫۳–۲۰۱٫۳ |
| تریاس   | پسین  | راتین      | → پس از آن  |

ژوراسیک یا ژورایی یکی از دوره‌های زمین‌شناسی در دوران میانه‌زیستی (مزوزوئیک) است. طول زمانی این دوره به ۱۹۹٫۶-۱۴۵٫۵ میلیون سال پیش برمی‌گردد و به سه دوره ژوراسیک پسین، میانی و پیشین تقسیم می‌شود و نام خود را از کوه‌های ژورا در آلپ گرفته‌است. اولین پرندگان در این دوره به وجود آمدند. همچنین مهره‌داران نیز مانند ماهی و دایناسور و... در این دوره فراوان بودند. اولین قورباغه مانند قورباغه‌های امروزی در این دوره ظهور کرد و وجود این میزان تنوع زیستی نشان از هوای معتدل این دوره‌است. از لحاظ جغرافیایی نیز این دوره تغییر چندانی نسبت به دوره قبل از خود نکرد.

## نگارخانه

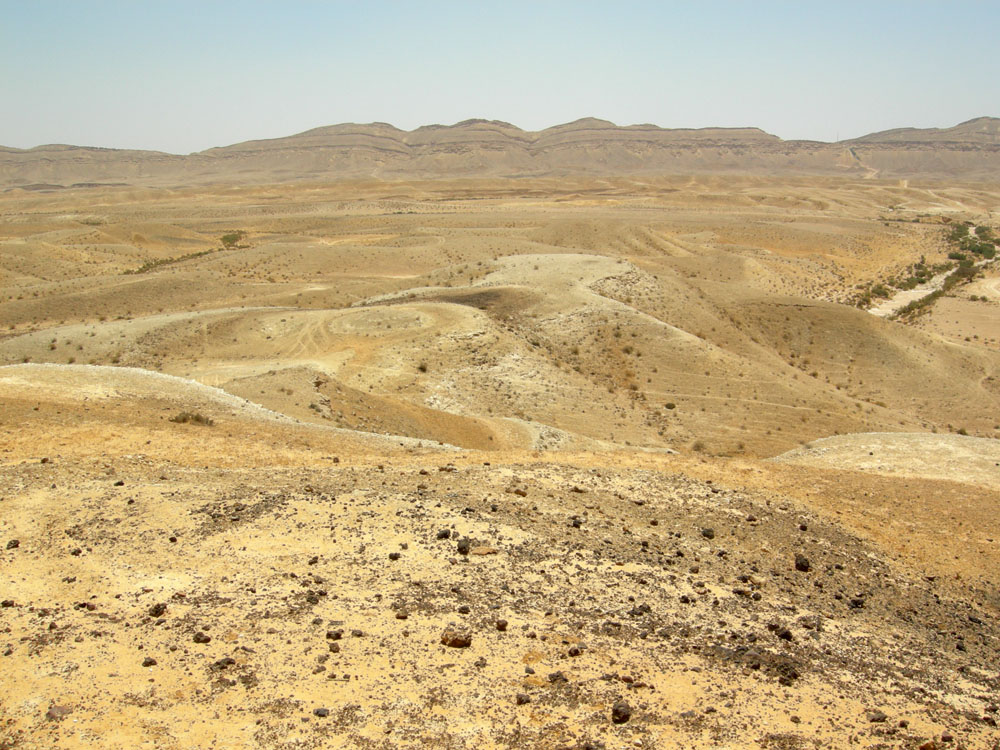
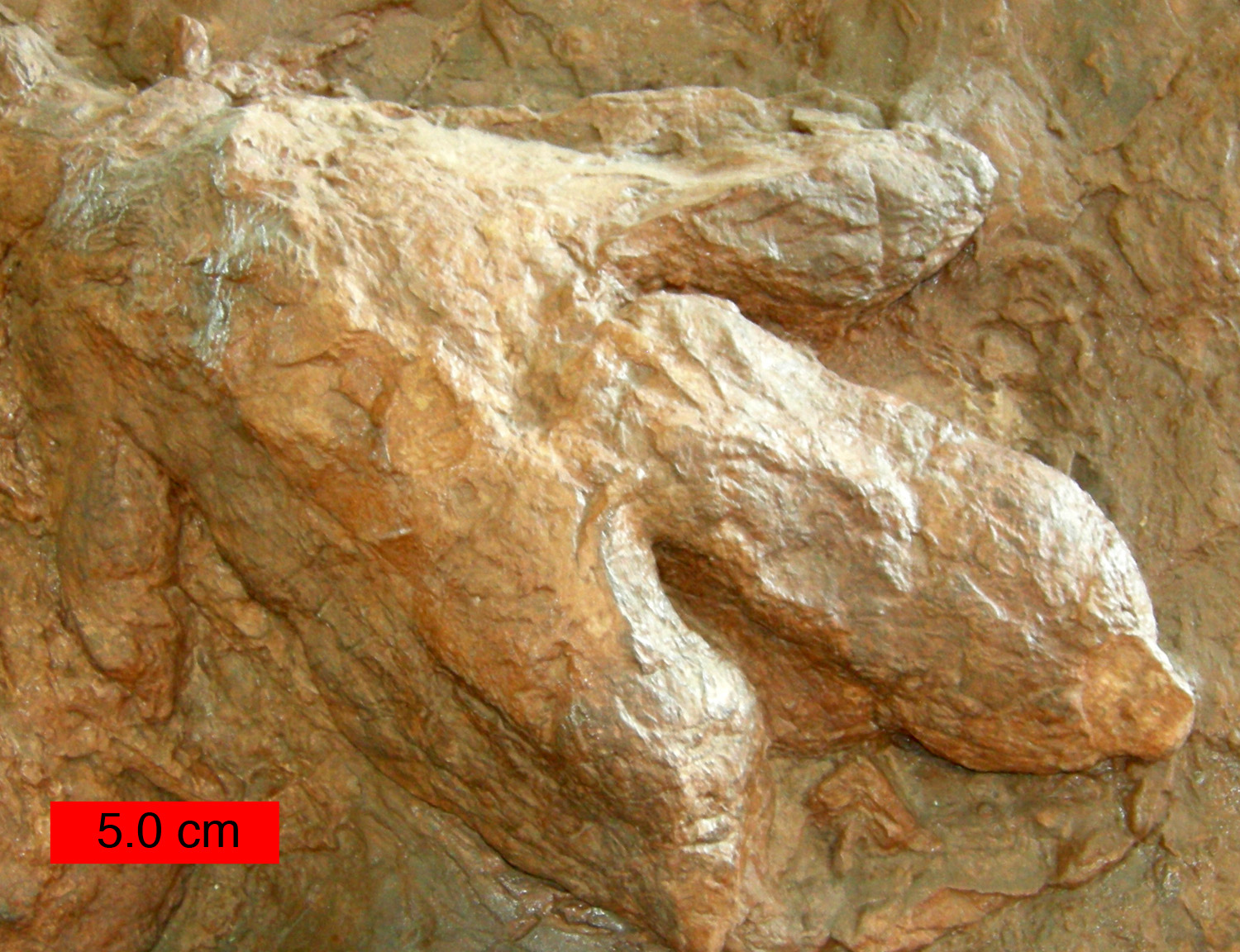
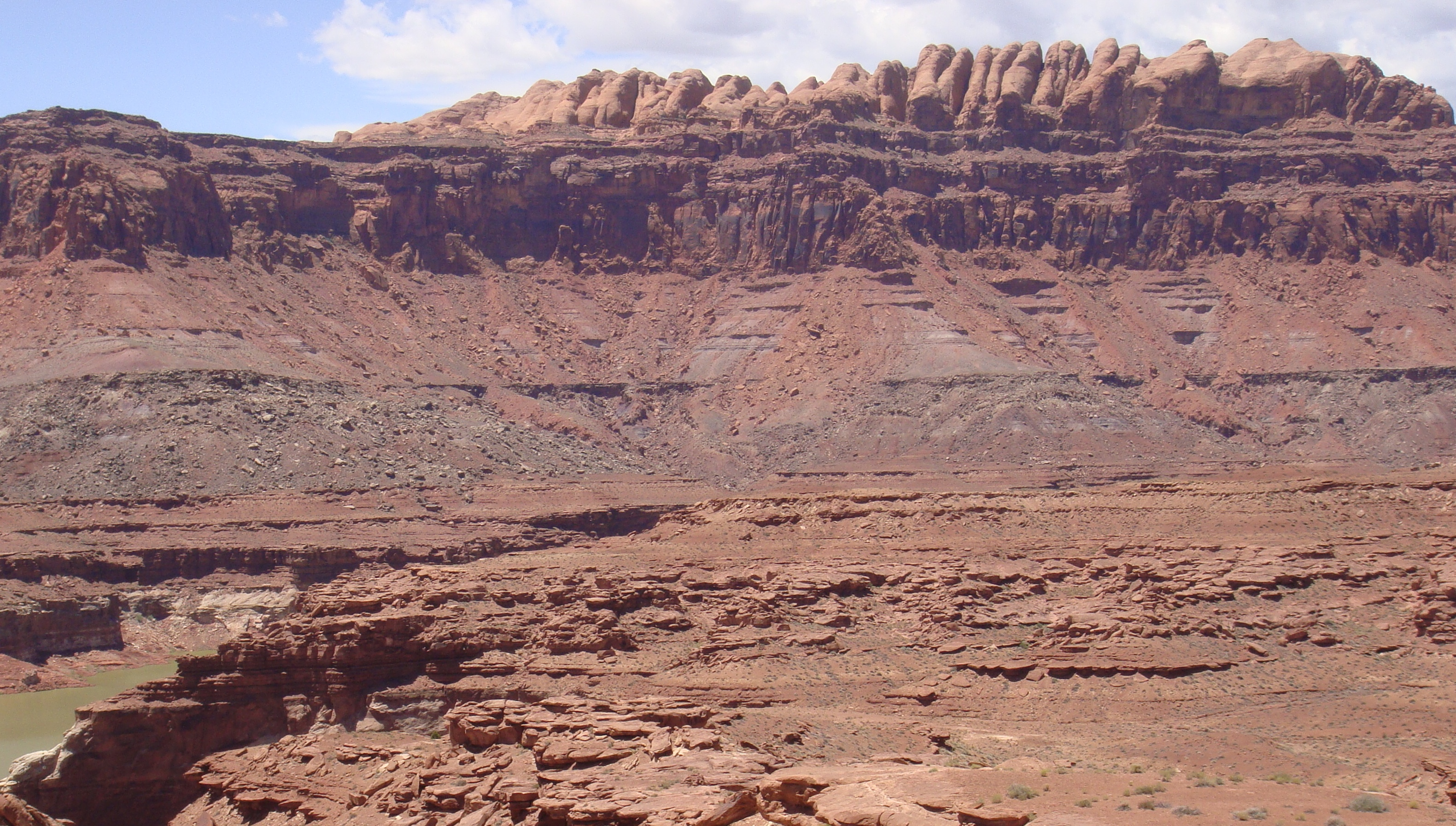